# バービーと人魚の国マーメディア
『バービーと人魚の国マーメディア』（バービーとにんぎょのくにマーメディア、原題: Barbie: Mermaidia）は、2006年3月14日にアメリカ合衆国より発売されたバービーのコンピュータアニメーション長編映画作品（オリジナルビデオ）。バービーシリーズの第7作目のビデオ映画作品。『バービーと妖精の国フェアリートピア』の続編である。
日本では劇場未公開。VHSとDVD未発売。2008年10月25日と11月2日にカートゥーン ネットワークより放映されている。

## ストーリー
妖精の国・フェアリートピアの危機を救った花の妖精エリーナ（バービー）は、ペットのビブルや親友のダンデライオンなどと幸せに暮らしていた。
ある日、人魚の国・マーメディアのナルー王子がさらわれたという知らせがエリーナの元に届き、王子を助けるため彼女は再び冒険へと出発する。人魚のノーリと出会いともに旅をする間も、次々と魔女ラバーナの邪魔が入る。ノーリを助けるためエリーナは人魚に変身してしまう。人魚の国を救いエリーナは妖精に戻れるのか。

## キャスト
| 役名       | 俳優                         | 日本語吹き替え |
| ---------- | ---------------------------- | -------------- |
| エリーナ   | ケリー・シェリダン           | 坂本真綾       |
| ナルー王子 | アレッサンドロ・ジュリアーニ | 川原慶久       |
| ラバーナ   | キャスリーン・バー           | 浅野まゆみ     |
| アズーラ   | ヴィーナス・ターゾ           | 増田ゆき       |
| ノーリ     | キアラ・ザニ                 | 小林沙苗       |
| ビブル     | リー・トッカー               |                |

- その他の吹き替え：堀本等／久嶋志帆／中司優花／藤本たかひろ／古宮吾一／田中晶子／津川祝子

## 日本語版制作スタッフ
- プロデューサー：岡田由里子（カートゥーン ネットワーク）
- 演出：嶋澤みどり
- 吹替翻訳：柳澤由美
- 調整：橋本和典
- 制作担当：井口大介、田中祥太（ブロードメディア・スタジオ）
- 音響制作：カートゥーン ネットワーク、ブロードメディア・スタジオ